# Muromer
Muromerne er et folk, som talte et finsk-ugrisk sprog men i 1100-talet assimileredes med russere.
De ældste oplysninger om muromerne stammer fra 551. Kronikøren Jordanes omtaler dem som Mordens i forbindelse med, at han nævner alle de folk, som lød under den gotiske konge Ermanarik. Mere detaljeret skildres muromerne og deres bosættelsesområder i Nestorkrøniken, hvor navnet Murom anvendes og nævnes allerede i indledningen.
Ifølge Gyula Décsy var muromer et fremmen folk, som betalte skat til russerne. De havde et eget sprog. Han støtter sig hovedsagelig på Nestorkrøniken. Det fremgår, at byen Murom i (på venstre bred af Oka) beboedes af muromer, som sikkert også har givt byen dens navn. Deres hersker var fyrst Rurik.
Af Nestorkrønikens beskrivelse fremgår ganske klart udstrækningen af muromernes daværende bosættelsesområder.
De har været meriernes, mariernes og mordvinernes nærmeste baboer. Man har anset at direkte sprogslægtskab har foreligget mellem muromerne og mordvinerne. Ingen spor af deres sprog er dog bevaret.
Muromernes bosættelsesområder koloniseredes endegyldigt af russerne omkring midten af 900-tallet, og i forbindelse med dette forsvandt muromerne ud af historien. Fyrstendømmet Muroma eksisterede dog helt frem til 1300-tallet, da det indlemmedes i storfyrstendømmet Moskva.